# Apodiformes
Apodiformes é uma ordem de aves de pequeno porte, caracterizadas pelo bico longo e asas afiladas. Estes animais têm um metabolismo muito acelerado, asas muito longas, úmero curto, músculos de voo muito desenvolvidos, penas secundárias curtas, 10 penas caudais, pés muito pequenos com garras recurvadas.
A ordem é dividida em quatro famílias:
- Aegothelidae
- Apodidae (andorinhão)
- Hemiprocnidae
- Trochilidae (beija-flor)

A famíla Aegothelidae era usualmente classificada nos Caprimulgiformes; na taxonomia de Sibley-Ahlquist a família Trochilidae é considerada uma ordem separada.